# FC Viikingit
FC Viikingit (Vikingarna) är en finländsk fotbollsklubb från stadsdelen Nordsjö i Östra Helsingfors. Representationslaget har genom tiderna spelat en säsong (2007) i Finlands högsta fotbollsserie för herrar, Tipsligan. Klubben föll ur Ettan 2014 med endast sex inspelade poäng på 27 matcher och återfinns därför i Tvåan 2015. 

## Kortfattad historia
- 1965 grundades klubben Vuosaaren Viikingit.
- Mellan 1966 och 1972 spelade Viikingit i finländska division 5 och 6.
- 1973 avancerade Viikingit till division 4, där den spelade till 1992.
- 1993 avancerade klubben till division 3.
- 1996 klubben spelade en säsong i finländska Tvåan. Sejouren blev kort och laget flyttades tillbaka ned till division 3.
- 1998 delades moderklubben Vuosaaren Viikingit upp, fotbollsverksamheten hamnade under nya klubben FC Viikingit.
- 2001 FC Viikingit spelade för andra gången genom tiderna i Tvåan. Laget vann serien och lyftes upp till Finlands näst högsta serie i fotboll, Ettan .
- 2002 FC Viikingit spelade denna säsong för första gången i Ettan. Klubben hängde kvar i serien efter kvalspel.
- 2006 efter fem säsonger i Ettan, vann FC Viikingit serien med klar marginal och flyttades för första gången i historien upp till Tipsligan.
- 2007 debuten i Tipsligan blev ingen större succé. Laget kom näst sist och degraderades tillbaka till Ettan.